# Vega de Magaz
Vega de Magaz es una localidad española que forma parte del municipio de Magaz de Cepeda, en la provincia de León, comunidad autónoma de Castilla y León.

## Geografía

### Ubicación
| Noroeste: Zacos     | Norte: Zacos         | Noreste: Villamejil |
| Oeste: Benamarías   |                      | Este: Cogorderos    |
| Suroeste Benamarías | Sur: Magaz de Cepeda | Sureste: Revilla    |

## Demografía
Evolución de la población
| Gráfica de evolución demográfica de Vega de Magaz entre 2000 y 2017 |
|                                                                     |
| Población de derecho (2000-2017) según el padrón municipal del INE  |